# Sadahiro Takahashi
Sadahiro Takahashi (高橋 貞洋, 7 d'octubre de 1959) és un exfutbolista del Japó.
L'agost de 1979, va ser seleccionat per la selecció nacional sub-20 del Japó per al Campionat Mundial juvenil de 1979.
Comença la seua carrera professional al Fujita Industries el 1982.